# Lestodiplosis hirtus
Lestodiplosis hirtus är en tvåvingeart som först beskrevs av Jean-Jacques Kieffer 1913.  Lestodiplosis hirtus ingår i släktet Lestodiplosis och familjen gallmyggor.
Artens utbredningsområde är Kenya. Inga underarter finns listade i Catalogue of Life.